# Jackass 3D
Jackass 3D är en 3D-film och den tredje jackassfilmen. Filmens premiärdatum på bio var den 15 oktober 2010 i USA, och den 5 november 2010 i Sverige.

## Handling
Jackass 3D följer samma premiss som tidigare filmer och TV-serien. Det är en sammanställning av olika upptåg, stunts och sketcher. Några av de stunts som var med i filmen var Tetherball, fast bollen är ersatt av en bikupa fylld med Afrikanska bin. En tand dras ut med en Lamborghini. Med hjälp av superstarkt lim så rycker man bort brösthår. Slutnumret är när Steve-O sitter i ett bajamaja, som skjuts iväg i ett omvänt bungyjump.

## Medverkande
Alla från de tidigare jackassfilmerna var med förutom Brandon DiCamillo och Raab Himself.
- Johnny Knoxville
- Bam Margera
- Steve-O
- Ryan Dunn
- Preston Lacy
- Chris Pontius
- Ehren McGhehey
- Dave England
- Jason "Wee Man" Acuña

## Jackass 3.5
Jackass 3.5 är en Jackass-film utgiven 2011 som visar inte bara stunts, utan också medlemmarnas kommentarer om sitt liv som en "Jackass". Man kan säga att det är en extramaterial film från Jackass 3D.

### Medverkande
- Johnny Knoxville
- Bam Margera
- Ryan Dunn
- Chris Pontius
- Steve-O
- Dave England
- Jason "Wee-Man" Acuña
- Preston Lacy
- Ehren McGhehey